# Aleksander Ćwiszewski
Aleksander Kamil Ćwiszewski (ur. 21 maja 1975 w Szprotawie) – polski matematyk, profesor Uniwersytetu Mikołaja Kopernika w Toruniu.

## Życiorys
Aleksander Ćwiszewski w okresie szkolnym był stypendystą Krajowego Funduszu na rzecz Dzieci. W 1999 ukończył matematykę na Uniwersytecie Mikołaja Kopernika w Toruniu, broniąc pracę magisterską Punty równowagi wielowartościowych w zbiorach ograniczeń. W 2003 doktoryzował się na podstawie rozprawy Zagadnienia różniczkowe z ograniczeniami na stan; stopień topologiczny zaburzeń operatorów akretywnych. Promotorem obu prac był Wojciech Kryszewski. W 2012 habilitował się na macierzystej uczelni, przedstawiając dzieło Rozwiązania okresowe i stacjonarne nieliniowych równań ewolucyjnych – metoda przesunięcia wzdłuż trajektorii. Był pierwszym naukowcem w Polsce, którego habilitacja odbyła się w trybie wideokonferencji.
Swoje prace publikował m.in. w „Nonlinear Analysis. Theory, Methods & Applications”, „Journal of Differential Equations”, „Journal of Fixed Point Theory and Applications”, „Journal of Evolution Equations" oraz „Calculus of Variations and Partial Differential Equations”.
Od stycznia 1999 pracuje na Wydziale Matematyki i Informatyki UMK, początkowo jako asystent w Zakładzie Analizy Matematycznej, a od 2004 jako adiunkt w Katedrze Nieliniowej Analizy Matematycznej i Topologii, następnie profesor uniwersytetu.
Studiował przez semestr na Uniwersytecie w Paderborn (1997), odbywał staże badawcze w Kolegium Trójcy Świętej w Dublinie (1999) oraz na Uniwersytet w Rostocku jako stypendysta DAAD (2007). Wypromował dwoje doktorów. Członek toruńskiego oddziału Polskiego Towarzystwa Matematycznego.
Poza działalnością naukową Ćwiszewski zajmuje się także biznesem.
Żonaty, ojciec trojga dzieci. W wolnych chwilach zajmuje się narciarstwem, bieganiem i nordic walkingiem.